# Habitatge a Casafort
L'Habitatge a Casafort és un edifici del nucli de població de Casafort al municipi de Nulles (l'Alt Camp) inclòs a l'Inventari del Patrimoni Arquitectònic de Catalunya. És conegut com a ca l'Hereu o cal Lluc.

## Descripció
Edifici situat a l'interior del nucli de Casafort. Té una façana extensa, estructurada en angle. Consta de planta baixa i un pis, i presenta una distribució irregular d'obertures. A la part esquerra hi hael garatge i la porta d'accés, d'arc rebaixat, amb un escut de pedra a la dovella central. L'escut té la inscripció de l'any 1767 i hi ha una creu, una espasa i una branca d'olivera, símbols vinculats al Sant Ofici i s'hi pot llegir, en llatí, "El Senyor promou la teva causa i la jutja". Al pis hi ha un balcó, situat damunt la porta d'accés. L'edifici es corona amb un ràfec.

## Història
D'acord amb la inscripció que apareix a la façana, la casa va ser construïda durant la segona meitat del segle xviii, època de màxima esplendor del nucli de Casafort.

## Enllaços externs

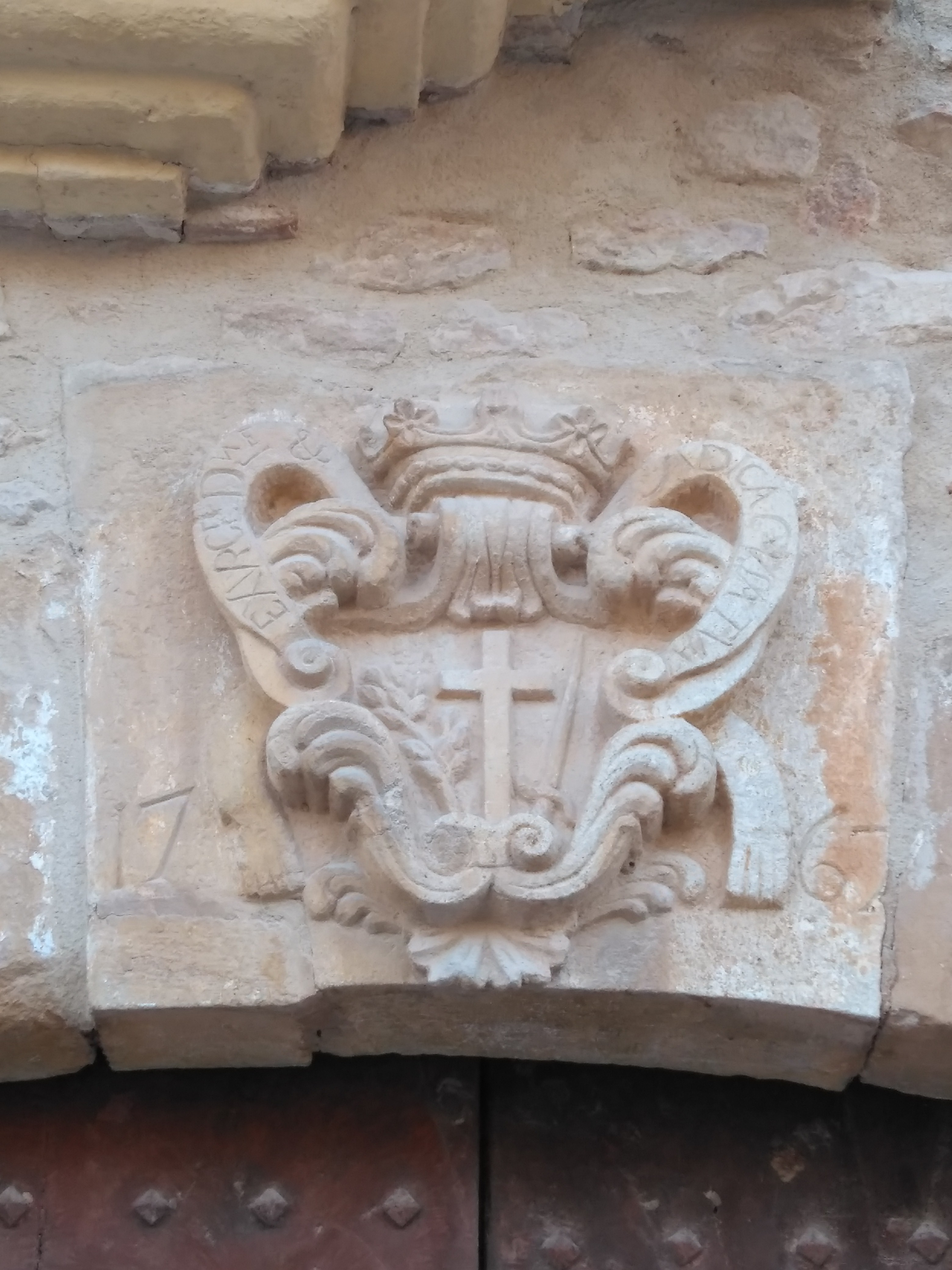
Escut a la porta de la casa amb els símbols de la Inquisició